# 塞来昔布
塞来昔布（INN：celecoxib），商品名有赛乐葆（Celebrex）、希樂葆、西乐葆（中国大陆）等，是一种选择性COX-2抑制剂，属磺酰胺非類固醇消炎止痛藥（NSAIDs）。它用于治疗骨关节炎、成人急性疼痛、类风湿性关节炎、银屑病关节炎、强直性脊柱炎、痛经和青少年类风湿性关节炎。它也可用于减少患有家族性腺瘤性息肉病的人群的结肠腺瘤风险。它通过口服服用。通常，效益在一小时内可见。
赛来昔布主要通过CYP2C9和CYP3A4酶代谢，但它还与CYP2D6相互作用，抑制其活性，但不被它代谢。 CYP2C9基因具有相当大的遗传变异性，常见的多态性，如rs1799853和rs1057910，与酶活性的降低和赛来昔布的药代动力学变化相关。 此外，CYP2D6对赛来昔布代谢的影响不一致，其效应取决于个体的CYP2C9基因型。
使用CYP2C9抑制剂（如氟康唑）时应小心，因为它们可能显著提高赛来昔布的血清水平。 如果与锂盐合用，赛来昔布会提高锂的血浆浓度。 如果与华法林合用，赛来昔布可能会增加出血并发症的风险。 当选择性5-羟色胺再摄取抑制剂（SSRI）与赛来昔布联用时，出血和胃溃疡的风险也会增加。 该药物与血管紧张素转换酶抑制剂（如赖诺普利）和利尿剂（如氢氯噻吨）合用时，可能增加肾功能衰竭的风险。